# Étienne Pierre Ventenat
Étienne Pierre Ventenat ( o Étienne-Pierre Ventenat) (Limoges 1 de marzo de 1757 - París 13 de agosto de 1808) fue un religioso, botánico, pteridólogo, y micólogo francés.

## Biografía
Ingresa en una orden religiosa, con gran talento para el estudio; y pasa a ser director de la biblioteca eclesiástica de la Santa Genoveva. Surge la ocasión de un viaje a Gran Bretaña donde descubre los jardines ingleses y decide consagrarse a la ciencia botánica. Aprovechando la Revolución Francesa, abandona los hábitos, y es colaborador de Charles Louis L'Héritier de Brutelle (1746-1800).
En 1792 pública Dissertation sur les parties des Mousses qui étaient regardées comme fleurs mâles et comme fleurs femelles y una Mémoire sur les meilleurs moyens de distinguer le calice de la corolle.
En 1794, Príncipes de botanique, expliqués au Lycée républicain par Ventenat (Sallior, París, año III Revolucionario), las ilustraciones de plantas eran diseño y grabado de Sophie Dupuis. La obra es buena, mas Ventenat la ve muy mediocre, e intenta adquirir todos los ejemplares para destruirlos.
El 22 frimario del año IV (13 de diciembre de 1795) es designado miembro residente de 1ª clase del "Instituto Nacional de Ciencias y Artes (hoy Academia de las Ciencias Francesa) en la Sección de Botánica y Física Vegetal.
Su obra Tableau du règne végétal selon la méthode de Jussieu (editado por J. Drisonnier, París, 4 vol., año VII), aparece en 1798, en realidad es una traducción del texto Genera plantarum de Antoine-Laurent de Jussieu (1748-1836), que el completa con indicaciones sobre los usos y la historia de la flora; siendo por esa vía un pionero de la etnobotánica.
Lo que lo lanza al renombre es la aparición de dos obras, magníficamente ilustradas, Description des plantes nouvelles et peu connues, cultivées dans le jardin de J.-M. Cels (tipografía de Crapelet, París, año VIII – 1799) y Jardin de la Malmaison (Crapelet, París, año XI – 1803). Las excelentes ilustraciones las realizó Pierre-Joseph Redouté (1759-1840) y grabadas por François Noël Sellier (1737-?), este último asistido por otros grabadores para la segunda obra.  Jardin de la Malmaison respondía al pedido de Joséphine de Beauharnais (1763-1814) que deseaba inmortalizar las plantes raras, aún desconocidas por los botánicos, traídas de todas las regiones del mundo, y que había ordenado plantar en los jardines e invernáculos del castillo de Malmaison (Altos del Sena). Así encarga al mejor ilustrador de la época; Redouté, y confía a Ventenat la parte botánica. La obra cuenta con veinte fascículos.
Termina Histoire des champignons de la France, ou Traité élémentaire, renfermant dans un ordre méthodique les descriptions et les figures des champignons qui croissent naturellement, en France (Leblanc, París, tres vol. 1812) comenzado por Pierre Bulliard (1742 -1793). Deja inacabado Flore de la région parisienne.
Su hermano, Louis Ventenat (1765-1794), participa como capellán y naturalista en la expedición de Antoine Bruny d'Entrecasteaux (1737-1793) en la búsqueda de Jean-François de La Pérouse (1741-1788).

## Publicaciones
- 1792: Dissertation sur les parties des Mousses qui étaient regardées comme fleurs mâles et comme fleurs femelles.

- 1792: Mémoire sur les meilleurs moyens de distinguer le calice de la corolle.

- 1794: Principes de botanique, expliqués au Lycée républicain par Ventenat.

- 1798:  Tableau du règne végétal selon la méthode de Jussieu  (disponible en: 627 p.

- 1799: Description des plantes nouvelles et peu connues, cultivées dans le jardin de J.-M. Cels.[2]

- 1803: Jardin de la Malmaison.

- 1808: Decas Generum Novorum.

- 1812: Histoire des champignons de la France, ou Traité élémentaire, renfermant dans un ordre méthodique les descriptions et les figures des champignons qui croissent naturellement, en France.

- Flore de la région parisienne.

## Galería de imágenes

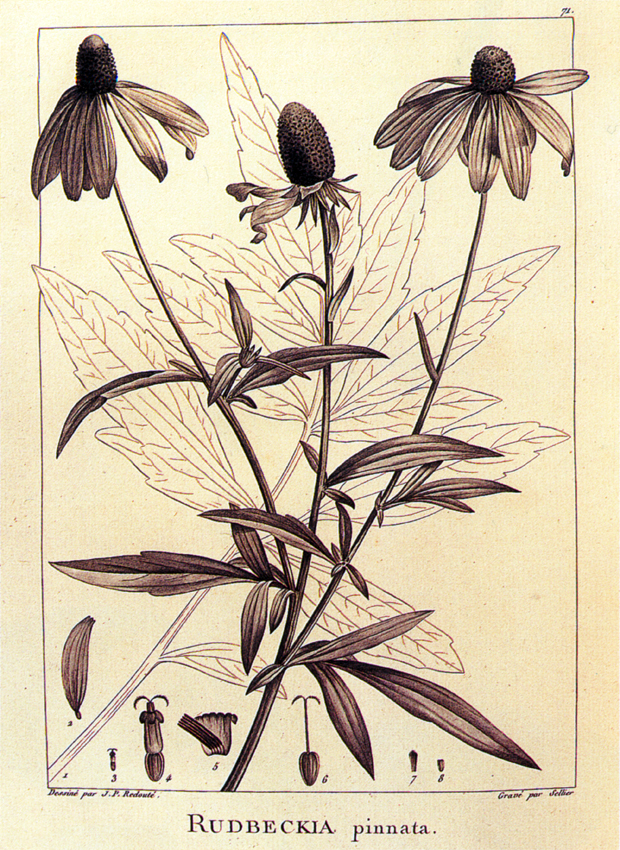
Rudbeckia pinnata, extraído de la Description des plantes nouvelles et peu connues, cultivées dans le jardín de J.-M. Cels (1799)
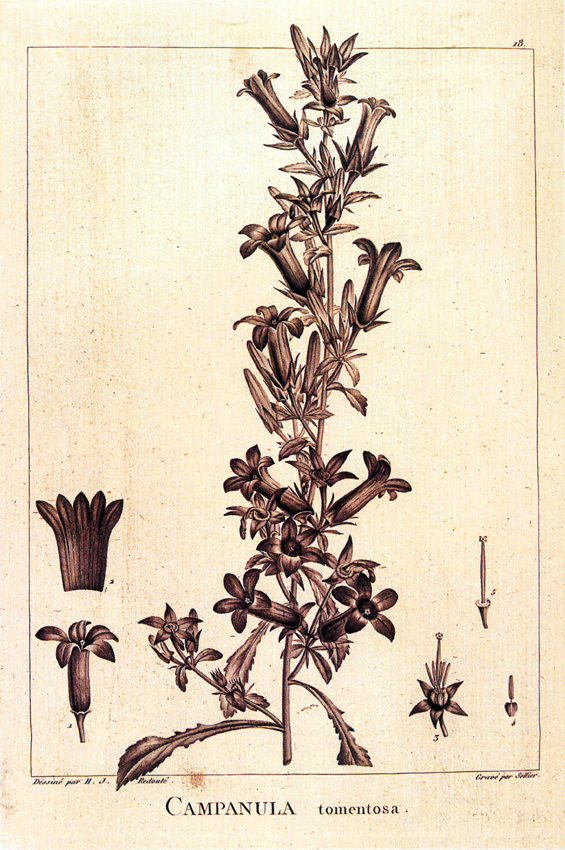
Campanula tomentosa, extraído de la misma obra Description des plantes nouvelles et peu connues, cultivées dans le jardín de J.-M. Cels (1799)
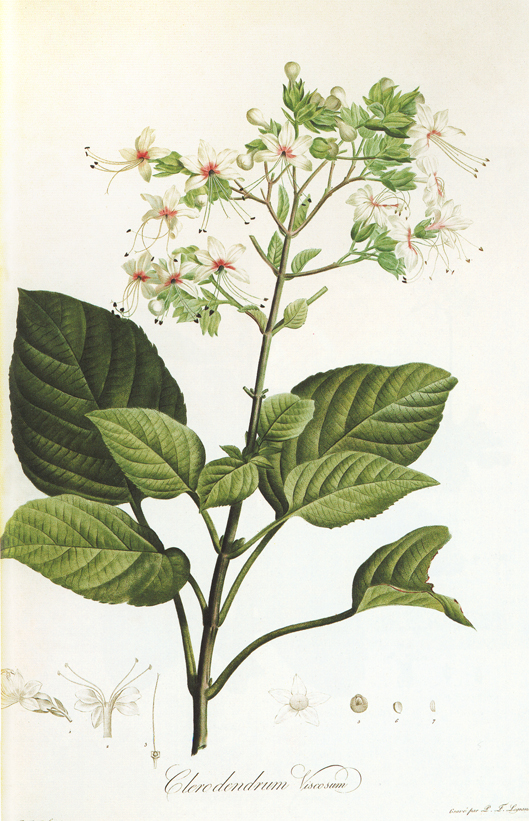
Clerodendrum viscosum (Verbenaceae), extraído de Jardín de La Malmaison.

- La abreviatura «Vent.» se emplea para indicar a Étienne Pierre Ventenat como autoridad en la descripción y clasificación científica de los vegetales.[3]